# Copa Davis 2025 − Fase classificació
La fase de classificació per la Copa Davis 2025 fou un esdeveniment dividit en dues rondes per classificar-se per la fase final de la Copa Davis 2025. La primera ronda es va disputar el cap de setmana de 30 de gener a 2 de febrer de 2025 amb tretze enfrontaments directes per van permetre als guanyadors accedir a la ronda següent. La segona ronda es va disputar el cap de setmana del 12 al 14 de setembre del mateix any amb set enfrontaments directes que van permetre classificar-se per la fase final de la competició.

## Equips
246 equips nacionals participen per classificar-se per la fase final en sèries basades en el format local-visitant tradicional de la Copa Davis. Equips classificats de la següent forma:
- 15 equips classificats entre els setze millors en les finals de l'edició anterior excepte el guanyador (Itàlia), que es classifica directe per la fase final, i el cas especial del finalista (Països Baixos) que accedeix directament a la segona ronda.
- 12 equips guanyadors del Grup Mundial I continentals de l'edició anterior.

| Equips caps de sèrie 1. Austràlia (2) 2. Canadà (3) 3. Alemanya (5) 4. Estats Units (6) 5. Sèrbia (7) 6. Croàcia (8) 7. França (9) 8. Espanya (10) 9. Txèquia (11) 10. Regne Unit (12) 11. Finlàndia (13) 12. Bèlgica (14) 13. Argentina (15) | Equips no caps de sèrie - Xile (16) - Brasil (17) - Eslovàquia (18) - Corea del Sud (19) - Suècia (20) - Hongria (22) - Suïssa (23) - Àustria (24) - Dinamarca (25) - Xina Taipei (27) - Israel (28) - Japó (29) - Noruega (31) |

- Rànquing a 25 de novembre de 2024.

## Primera ronda
| Seu                                           | Superfície       | Equip local  | Resultat | Equip visitant   |
| --------------------------------------------- | ---------------- | ------------ | -------- | ---------------- |
| Kungliga Tennishallen, Estocolm, Suècia       | Dura (i)         | Suècia       | 1 − 3    | Austràlia (1)    |
| IGA Stadium, Montreal, Canadà                 | Dura (i)         | Canadà (2)   | 2 − 3    | Hongria          |
| SEB Arena, Vílnius, Lituània                  | Dura (i)         | Israel       | 1 − 3    | Alemanya (3)     |
| Taipei Tennis Center, Taipei, Rep. de la Xina | Dura (i)         | Xina Taipei  | 0 − 4    | Estats Units (4) |
| Royal Arena, Copenhaguen, Dinamarca           | Dura (i)         | Dinamarca    | 3 − 2    | Sèrbia (5)       |
| Gradski vrt Hall, Osijek, Croàcia             | Dura (i)         | Croàcia (6)  | 3 − 1    | Eslovàquia       |
| Palais des Sports, Orleans, França            | Dura (i)         | França (7)   | 4 − 0    | Brasil           |
| Swiss Tennis Arena, Biel/Bienne, Suïssa       | Dura (i)         | Suïssa       | 1 − 3    | Espanya (8)      |
| RT Torax Arena, Ostrava, Txèquia              | Dura (i)         | Txèquia (9)  | 4 − 0    | Corea del Sud    |
| Bourbon Beans Dome, Miki, Japó                | Dura (i)         | Japó         | 3 − 2    | Regne Unit (10)  |
| Multiversum Schwechat, Schwechat, Àustria     | Terra batuda (i) | Àustria      | 4 − 0    | Finlàndia (11)   |
| Sporthal Alverberg, Hasselt, Bèlgica          | Dura (i)         | Bèlgica (12) | 3 − 1    | Xile             |
| Fjellhamar Arena, Fjellhamar, Noruega         | Dura (i)         | Noruega (13) | 2 − 3    | Argentina        |

## Segona ronda
| Seu                                            | Superfície       | Equip local       | Resultat | Equip visitant |
| ---------------------------------------------- | ---------------- | ----------------- | -------- | -------------- |
| Martiniplaza, Groningen, Països Baixos         | Dura (i)         | Països Baixos (1) | −        | Argentina (14) |
| Austràlia                                      |                  | Austràlia (2)     | −        | Bèlgica (13)   |
| Fonix Arena, Debrecen, Hongria                 | Dura (i)         | Hongria           | −        | Àustria        |
| Ariake Coliseum, Tòquio, Japó                  | Dura (i)         | Japó              | −        | Alemanya (3)   |
| Estats Units                                   |                  | Estats Units (5)  | −        | Txèquia (10)   |
| Club de Tenis Puente Romano, Marbella, Espanya | Terra batuda     | Espanya (9)       | −        | Dinamarca      |
| Dvorana Gradski Vrt, Osijek, Croàcia           | Terra batuda (i) | Croàcia (7)       | −        | França (8)     |